# 米德爾頓 (大曼徹斯特)
米德爾頓（英語：Middleton）是英國大曼徹斯特地區的一個城鎮。據2011年人口普查，米德爾頓有人口42,972人。